# Friedrich Blume
Friedrich Blume (Schlüchtern, 1893 - Schlüchtern, 1975) fue un musicólogo alemán, de la primera mitad del siglo XX, realizó numerosos estudios sobre música renacentista, clásica, barroca y romántica. Además fue uno de los impulsores del gran diccionario musical Die Musik in Geschichte und Gegenwart (MGG)

## Biografía
Estudió medicina, filosofía y música en Eisenach, Múnich, Berlín y Leipzig. Acabó su doctorado en música en 1921 con un trabajo sobre los precursores de la suite orquestal de los siglos XV y XVI, ese mismo año fue nombrado profesor adjunto en Leipzig, siendo nombrado profesor en 1923 en la universidad de Berlín. En1934 fue a la universidad de Kiel donde fue aclamado por la dirección del collegium musicum y nombrado profesor allí en 1938, fue profesor en Kiel hasta que se retiró en 1958.
Uno de los estudios más importantes de Blume fue sobre la música de la iglesia luterana, sobre la que versa su libro titulado Die evangelische kirchenmusik (La música de la iglesia protestante). También realizó estudios sobre Heinrich Schütz y Mozart y publicó la obra completa de Michael Praetorius. Mostró especial interés en la interpretación de la música renacentista y barroca. En 1938 fue muy sonado su discurso hablando sobre la raza y la música, lo que le ayudó a ganarse un puesto importante dentro del tercer Reich. No obstante, Blume supo mantenerse en sintonía con el líder nazi y a la vez criticar su ideología. A partir de 1943 se dedicó a la preparación del gran diccionario Die Musik in Geschchite und Gegenwart -MGG- (La música en el pasado y en el presente) donde se recogen muchos conocimientos musicales. Los libros por los que es más conocido son Renaissance and Baroque Music y Classic and Romantic Music, en los que habla sobre la música renacentista, barroca, clásica y romántica.

## Obras (selección)
- Die evangelische Kirchenmusik (1931)
- Die Musik in Geschichte und Gegenwart (1949-1968)
- Renaissance and Baroque Music (Nueva York 1967)
- Classic and Romantic Music (Nueva York 1970)
- Syntagma Musicologicum II (1973)